# Vril, el poder de la raza venidera
Vril, el poder de la raza venidera es una novela de Edward Bulwer-Lytton, publicada inicialmente de forma anónima en 1871 con el título de La raza venidera (en inglés: The Coming Race).

## Sinopsis
El protagonista es un joven acomodado que en el curso de sus viajes se interna en una profunda mina, accediendo a un mundo subterráneo habitado por los Vril-ya, seres superiores al Homo sapiens, descendientes de una civilización antediluviana que viven en una inmensa red de cavernas. Dotados de cuerpos perfectos y superiores que los humanos, vegetarianos pacíficos y místicos, estas criaturas utilizan una energía no muy bien descrita pero enormemente poderosa llamada “vril”, algo a mitad de camino entre la electricidad y la fuerza espiritual. El "vril" es capaz de todo tipo de proezas, desde sanar hasta destruir, desde controlar el clima hasta influir en la mente y cuerpos de animales y vegetales, pudiendo ser manipulado por la mera fuerza de voluntad, incluso por niños. Era tan poderoso, que su descubrimiento acabó con las guerras, ya que su utilización como arma supondría la aniquilación completa de ambos bandos.
Los Vril-ya han dado forma a una sociedad en la que no existe la pobreza, las rivalidades ni los comportamientos extremos. Las exhibiciones emocionales se reprimen. Cada cual vive según sus inclinaciones y se han eliminado el crimen y los delitos, por lo que ejército y policía son innecesarios. Las escasas diferencias de carácter civil son resueltas por un Consejo de Sabios. Son capaces de comunicarse telepáticamente. Las mujeres son de mayor tamaño que los hombres y controlan todo lo relacionado con el cortejo, la reproducción y la perpetuación de la raza. Los Vril-ya utilizan autómatas para todas las labores domésticas y vuelan con ayuda de alas artificiales.
Pero esta sociedad está lejos de ser una sociedad perfecta. El viajero descubre una terrible amenaza para los hombres: los Vril-ya creen firmemente en la supervivencia de los más aptos, si en el futuro esta raza sale de las profundidades y se encuentra con el Homo sapiens de la superficie no dudará en eliminar esa raza y su civilización. Y lo que es peor, el protagonista descubre que los Vril-ya planean eliminarlo por recibir las atenciones sentimentales de una de las jóvenes mujeres, la razón es que si procrean sus hijos serán menos habilidosos con el Vril al ser el padre un no Vril-ya. Con ayuda de otros Vril-ya que le tienen cariño el protagonista consigue escapar de ese mundo subterráneo y regresar a la superficie.